# Rejoice in the lamb
Rejoice in the lamb opus 30 is een compositie van Benjamin Britten.

## Geschiedenis
Britten componeerde het werk op verzoek van predikant Walter Hussey van St Matthews Church in Northampton. Hij vroeg zeer nederig om een muziekstuk ter viering van de 50e verjaardag van de inwijding van de kerk. Hussey dorst het eigenlijk niet te vragen, maar Britten reageerde direct bereid te zijn. Hij wilde voornamelijk de aardse kunst in verbinding brengen met het kerkelijke. Dit was ook een van de initiatieven van de kerk, er zijn opdrachten gegeven aan Henry Moore, Graham Sutherland en Gerald Finzi.
Voor de tekst week Britten uit naar het aardse. Christopher Smart, een Brits dichter, had volgens zijn schoonvader een geloofsmanie en die liet hem opsluiten in een psychiatrisch ziekenhuis. Aldaar schreef Smart zijn Rejoice in the lamb midden 18e eeuw. Gezien het thema werd het boek pas in 1939 gepubliceerd. W.H. Auden, toen nog vriend van de componist en ex-studiegenoot, maakte Britten op dat boek attent. Britten werkte er in mei, juni en juli 1943 aan om het op 17 juli 1943 te voltooien. De festiviteiten vonden plaats op 21 september 1943, Britten dirigeerde zelf het plaatselijke koor.

## Muziek
De cantate is geschreven in acht secties (of zeven tempi-aanduidingen:
1. Het koor begint met een trage Rejoice in God, O ye tongues om vervolgens over te gaan in een sneller tempo beginnen met de tekst Let Nimrod, the might hunter, bind a leopard to the altar, vervolgens weer een langzamer deel met Halleujah from the heart of God.
2. de jongenstem begint vervolgens met For I will consider my cat Jeoffrey en wordt daarbij ondersteund door het orgel, die de souplesse van het dier weergeft;
3. de alt zingt over For the mouse is a creature of great personal valour; in dit deel van het gedicht wordt een vrouwtjesmuis verdedigd door een mannetjesmuis tegen een aanval een kat; de orgel “speelt” hier de muis;
4. de tenor bespreekt het gedeelte over de bloemen: For the flowers are great blessings; bloemen zijn gedichten van Christus;
5. Het koor zingt vervolgens over de opsluiting van de dichter; hij vergelijkt zichzelf met Christus, want ook hij zit opgesloten, het “leger met goede bedoelingen” weet wel raad; in dit stuk wordt door middel van het DSCH-motief gerefereerd aan de dreigende opsluiting van Brittens vriend Dmitri Sjostakovitsj door de autoriteiten van Rusland; het orgel speelt het motief een aantal keren ;
6. de bas komt met een kort recitatief met verwijzingen naar God
7. het koor in een sneller tempo en zingt over muziekinstrumenten in verband gebracht met God (For the trumpet of God is a blessed intelligence);
8. het koor besluit het werk met een herhaling van de eerste sectie.

Tempi: Andante misterioso – Andante tranquillo – Presto, leggiero – Lento – Grave ed appasionato – Lento – Andante con moto.
Samenstelling ensemble:
- jongens sopraanstem, alt, tenor, bas als solisten
- Sopranen, alten, tenoren, baritons als gemengd koor
- orgel

## Discografie
Het werk is talloze keren opgenomen en uitgegeven, ook in een versie waarin Britten zelf dirigeert. Alle uitgaven zijn daarbij gericht op het Verenigd Koninkrijk.